# Jamie Davies
Jamie Davies (ur. 16 lutego 1974 w Yeovil) – brytyjski kierowca wyścigowy.

## Kariera
Davies rozpoczął karierę w wyścigach samochodowych w 1992 roku od gościnnych startów w Formule Vauxhall Junior, gdzie dwukrotnie zwyciężał. W późniejszych latach pojawiał się także w stawce Formuły Vauxhall Lotus, Formuły Opel Lotus, Masters of Formula 3, Grand Prix Makau, Brytyjskiej Formuły 3, Formuły 3000, 24-godzinnego wyścigu Le Mans, British GT Championship, FIA GT Championship, American Le Mans Series, Le Mans Endurance Series oraz Le Mans Series.
W Formule 3000 Brytyjczyk startował w latach 1997–2002. W pierwszym sezonie startów czterokrotnie stawał na podium, w tym raz na jego najwyższym stopniu. Uzbierane 22 punkty dały mu czwartą pozycję w klasyfikacji generalnej. Rok później na podium pojawiał się dwukrotnie. Dorobek ośmiu punktów uplasował go na dziesiątym miejscu. Po 21 pozycji w klasyfikacji generalnej w 1999 roku Davies stanął raz na podium w sezonie 2002. Został sklasyfikowany na jedenastym miejscu w końcowej klasyfikacji kierowców.